# FK Havířov
FK Havířov was een Tsjechische voetbalclub uit Havířov. De club is in 1922 opgericht als ČSK Moravská Suchá. Tussen 1987 en 1997 speelde de club 10 seizoenen op het tweede niveau van Tsjecho-Slowakije en Tsjechië. Tussen 1997 en 2003 had Havířov geen A-team. In 2006 fuseerde de club met FK Slovan Havířov tot MFK Havířov en hield daarmee op te bestaan.

## Naamswijzigingen
- 1922 – opgericht als ČSK Moravská Suchá (Český sportovní klub Moravská Suchá)
- 19?? – AFK Suchá (Atletický fotbalový klub Suchá)
- 19?? – SK Beskyd Havířov (Sportovní klub Beskyd Havířov)
- 19?? – Baník Dukla Havířov
- 19?? – Baník Dukla Suchá
- 19?? – TJ Dolu Dukla Suchá (Tělovýchovná jednota Dolu Dukla Suchá)
- 19?? – TJ Baník Havířov (Tělovýchovná jednota Baník Havířov)
- 19?? – FK Baník Havířov (Fotbalový klub Baník Havířov)
- 2003 – FK Havířov (Fotbalový klub Havířov)
- 2006 – fusie met FK Slovan Havířov → MFK Havířov

## Bekende oudspelers
- Miroslav Baranek
- Miroslav Matušovič
- Bronislav Šimša
- Pavel Vrba
- Daniel Zítka